# Josef Moriggl
Josef Moriggl (* 12. September 1879 in Sand in Taufers, Südtirol; † 2. September 1939 ebenda) war Bergsteiger, Alpinschriftsteller sowie in den 1920er Jahren Generalsekretär des Deutschen und Österreichischen Alpenvereins (DuÖAV).
Josef Moriggl studierte Geographie an der Universität Innsbruck, promovierte 1905 zum Dr. phil. und war dann als Gymnasialprofessor tätig. Ab 1907 arbeitete er hauptamtlich für den DÖAV in München, Wien, Innsbruck und Stuttgart.
Er entwickelte die erstmals 1924 im Ratgeber für Alpenwanderer (2. Auflage 1928) veröffentlichte als „Moriggl-Einteilung“ (ME) bekannte Alpenvereinseinteilung der Ostalpen. Eine Neueinteilung und Vervollständigung der Ostalpen nach Gebirgsgruppen wurde notwendig, da diese nicht mehr als zweckmäßig galt und teilweise Änderungen der Auffassung in Wissenschaft und Bergsteigerkreisen eingetreten sind. Sie wurde als AVE im Jahr 1982 veröffentlicht.

## Schriften
- Josef Moriggl: Von Hütte zu Hütte. Führer zu den Schutzhütten der deutschen und österreichischen Alpen. 6 Bände, S. Hirzel, Leipzig, 1911–1914.
- Josef Moriggl: Ratgeber für Alpenwanderer. Mit Schutzhüttenverzeichnis der Ostalpen. Herausgegeben v. Hauptausschuß des D. und Ö. Alpenvereins., München, Lindauische Universitätsbuchhandlung, 1924
- Josef Moriggl: Anleitung zum Kartenlesen im Hochgebirge. 1925 (Digitalisat).
- Josef Moriggl: Verfassung und Verwaltung des Deutschen und Österreichischen Alpenvereins. Ein Handbuch zum Gebrauch für die Vereinsleitung und die Sektionen. 4. Ausg., München : Verlag des DuÖAV, 1928.